# Mount Vernon Square (Metro de Washington)
Mt Vernon Sq/7ª Calle-Centro de Convenciones es una estación en la línea Roja y la línea Amarilla del Metro de Washington y es administrada por la Autoridad de Tránsito del Área Metropolitana de Washington. La estación se encuentra localizada en el cuadrante Noroeste de Washington D. C. entre la Avenida M y la  Séptima Calle. La estación fue renovada en 2003, para coincidir con la apertura del Centro de Convenciones de Washington.